# 北海道釧路西高等学校
北海道釧路西高等学校（ほっかいどう くしろにしこうとうがっこう、Hokkaido Kushiro Nishi High School）は、かつて北海道釧路市鶴野にあった道立高等学校。
2007年（平成19年）度募集分より市内の2高校と統合されたため、2006年（平成18年）度入学生の卒業とともに閉校。
渡り鳥についての調査・研究で知られていた。

## 沿革
- 1982年（昭和57年）4月1日 - 北海道釧路北高等学校内に開校準備室を設置
- 1983年（昭和58年）4月8日 - 開校（普通科6学級）[1]
- 1984年（昭和59年）11月10日 - 校舎落成
- 1988年（昭和63年）4月8日 - 1学級増（6学級）
- 1991年（平成 3年）4月8日 - 1学級減（5学級）
- 1994年（平成6年）11月7日 - オーストラリア・ジェスモンド高等学校との姉妹校提携に調印[1]
- 1998年（平成10年）4月8日 - 1学級減（4学級）
- 2004年（平成16年）11月 - 北海道教育委員会の決定により、2007年度の募集を停止し、北海道釧路北高等学校および北海道釧路星園高等学校と統合することとなる[4]
- 2005年（平成17年）8月 - 北海道教育委員会の公立高等学校適正配置計画により、2006年度の募集分より2学級へ縮小
- 2007年（平成19年）4月1日 - 北海道釧路明輝高等学校への統合のため募集停止
- 2009年（平成21年）3月31日 - 閉校[3][2]。跡地は改修の上、閉校した釧路聾学校の機能を引き継いだ上で「北海道釧路鶴野支援学校」が開校する